# Euadenia eminens
Euadenia eminens là một loài thực vật có hoa trong họ Capparaceae. Loài này được Hook.f. mô tả khoa học đầu tiên năm 1881.